# Орлова, Эльна Александровна
Э́льна Алекса́ндровна Орло́ва (11 марта 1939, Москва — 12 октября 2018, там же) — советский и российский философ, социолог, доктор философских наук, профессор. Специалист в области социологии, истории и теории культуры, социальной и культурной антропологии.

## Биография
Окончила Московский инженерно-строительный институт (ВЗИСИ) (1963). С 1965 по 1971 год была замужем.
В 1967—1968 годах — младший научный сотрудник Института философии АН СССР. В 1968—1976 годах — старший научный сотрудник Института социологических исследований АН СССР, в 1974 году окончила заочную аспирантуру там же, в 1975 году защитила кандидатскую диссертацию «Некоторые аспекты кризиса американской буржуазной социологии : анализ теоретических оснований прикладной социологии США».
В 1976—1991 годах — старший научный сотрудник Института философии АН СССР. В 1987 году защитила докторскую диссертацию «Динамика городской культуры в условиях ускорения социально-экономического развития».
В 1991—1999 годах — заместитель директора по научной работе Российского института культурологии Министерства культуры РФ.
В 1999—2002 годах — заведующая сектором социальной политики НИИ культуры Московского государственного института культуры и искусств.
В 2002—2003 годах — заместитель директора НИИ семьи и воспитания Российской академии образования.
В 2003—2015 годах— директор Института социальной и культурной антропологии Государственной академии славянской культуры.
В 2014—2018 годах— профессор социологического факультета Государственного академического университета гуманитарных наук.
Похоронена на Ваганьковском кладбище.

## Основные работы
Эльна Александровна Орлова является автором более 100 научных публикаций, в том числе нескольких монографий и учебных пособий.
Монографии
- Современная городская культура и человек. — М. : Наука, 1987.
- Введение в социальную и культурную антропологию — М. : РИК, 1994.
- Эффективные социокультурные программы и проекты. — М. : ГАСК, 2015.

Учебники и учебные пособия
- Культурная (социальная) антропология : учебное пособие для вузов / Э. А. Орлова. — М. : Академический Проект, 2004.
- История антропологических учений: учебник для студентов педагогических вузов / Э. А. Орлова. — М. : Академический Проект ; Альма Матер, 2010.
- Социология культуры : учебное пособие для вузов / Э. А. Орлова. — М. : Академический проект; Киров : Константа, 2012.
- Социальная и культурная антропология : учебник и практикум для академического бакалавриата / Э. А. Орлова. — 2-е изд., пер. и доп. — М. : Издательство Юрайт, 2016. (Переизд. 2017, 2018, 2019.)

Методические пособия
- Социокультурное пространство обыденной жизни : методическое пособие по курсу «Теория культуры» / Э. А. Орлова. — М. : Государственная академия славянской культуры, 2002.
- Концепция социокультурного пространства : методическое пособие по курсу «Теория культуры» / Э. А. Орлова. — М. : Государственная академия славянской культуры, 2002.
- Рекомендации по повышению уровня читательской компетентности в рамках Национальной программы поддержки и развития чтения / Э. А. Орлова. — М. : Межрегиональный центр библиотечного сотрудничества, 2008.
- Рекомендации по работе со средствами массовой информации в рамках Национальной программы поддержки и развития чтения / Э. А. Орлова. — М. : Межрегиональный центр библиотечного сотрудничества, 2008.

## Отзывы
Культуролог С. Н. Гавров об Э. А. Орловой:

 У Э. А. была своя научная школа, были ученики. Как «Исаак родил Иакова», так и Э. А. Орлова помогла научному становлению известных российских культурологов А. Я. Флиера и А. А. Пелипенко. По этой «библейской родословной» научных рождений многому обязан Э.А. и я…
Поражала её способность к классификации, систематизации, выделения своего «законного места» теории, конкретному ученому, расположения их в системе контекстов, как в русской матрешке. Это искусство, было помножено на очень основательные научные знание, рождающее возможность соотнесения и сравнения. Она могла очень быстро выхватить главное, проблематизировать и «на ходу» переосмысливать чужие темы, поворачивая их так, что автор задумывался о других исторических и социокультурных контекстах, соотнесения с научными школами и традициями… Энциклопедичность подхода — следствие энциклопедичности знаний, научных и социокультурных компетенций Э. А. Из этой энциклопедичности во многом выросла отечественная прикладная культурология".